# Hatmehit
Hatmehit, eller Hatmehyt, var en lokal egyptisk vatten- och frukbarhetsgudinna med kultcentrum i staden Mendes.
Hatmehit avbildades som en fisk, eller som en kvinna med ett fiskemblem eller en krona på huvudet. Hennes namn betydde "Den främsta av fiskar" eller "Fiskars härskarinna", och hon dyrkades som livets beskyddare. Hon var en lokal gudom och uppfattades som maka till Banebdjedet, och detta gudapar var de främsta gudarna i Mendes, en av det forntida Egyptens berömda storstäder och en regional huvudstad. Hon har möjligen ett visst band till Hathor, som också kallades Mehet-Weret ("Stora Floden") och associerades med det skapelsens urhav varifrån allt liv ursprungligen kom; ytterligare exempel på sådana gudinnor var Mut och Naunet.